# Сарыкольский район
Сарыкольский район (каз. Сарыкөл ауданы) — административно-территориальная единица второго уровня в Костанайской области Казахстана. Административный центр района — посёлок городского типа Сарыколь.

## География
Расположен на северо-востоке области. На юге район граничит с Карасуским районом, на западе — с Алтынсаринским районом, на северо-западе — с Мендыкаринским районом, на севере — с Узункольским районом, на востоке — с Тимирязевским районом Северо-Казахстанской области, на юго-востоке — с районом имени Габита Мусрепова Северо-Казахстанской области.
Климат резко континентальный. Средние температуры января — −17 °C…−18 °C, июля — 19 °C…20 °C. Среднегодовое количество осадков — 250—300 мм.
По территории района протекает река Убаган. Имеются озёра: Сарыколь, Косколь, Бозшаколь.
Рельеф равнинный. Почвы чернозёмные и каштановые, на юге и северо-западе района есть участки солончаков. Преобладают ландшафты лесостепи с осиново-берёзовыми колками и разнотравно-злаковой растительностью.

## История
Предшественниками Сарыкольского района были Убаганский район и Урицкий район.
В 1928 году в составе Кустанайского округа были созданы Убаганский и Урицкий районы. При ликвидации округа в 1930 году Урицкий район был присоединён к Убаганскому, при этом Убаганский район перешёл в прямое подчинение Казакской АССР. В 1932 году Убаганский район отошёл к Актюбинской области.
29 декабря 1935 года Убаганский район был переименован в Урицкий, а название Убаганский район перешло к новому району, образованному из части Кустанайского района. В 1936 году Урицкий район отошёл к Кустанайской области.
17 июня 1997 года Урицкий район был переименован в Сарыкольский.

## Население
Национальный состав (на начало 2019 года):
- русские — 8353 чел. (40,64 %)
- казахи — 6410 чел. (31,19 %)
- украинцы — 3749 чел. (18,24 %)
- немцы — 595 чел. (2,89 %)
- белорусы — 586 чел. (2,85 %)
- татары — 154 чел. (0,75 %)
- молдаване — 96 чел. (0,47 %)
- башкиры — 97 чел. (0,47 %)
- азербайджанцы — 92 чел. (0,45 %)
- поляки — 59 чел. (0,29 %)
- чуваши — 59 чел. (0,29 %)
- удмурты — 54 чел. (0,26 %)
- другие — 249 чел. (1,21 %)
- Всего — 20 553 чел. (100,00 %)

## Административно-территориальное деление
В Сарыкольский район входит 13 сельских округов, в составе которых находится 33 села, и 1 посёлок:
| Сельский округ/Посёлок          | Населённые пункты                                               |
| Барвиновский сельский округ     | село Барвиновка, село Новобарвиновка                            |
| Веселоподольский сельский округ | село Весёлый Подол, село Ананьевка                              |
| Златоустовский сельский округ   | село Златоуст, село Кунтимес                                    |
| Комсомольский сельский округ    | село Комсомольское, село Косколь, село Ленинское, село Чапаевка |
| Краснознаменский сельский округ | село Новое, село Караоба                                        |
| Ленинградский сельский округ    | село Ленинградское, село Вишнёвка, село Карашилик               |
| Лесной сельский округ           | село Большие Дубравы, село Ковалёвка                            |
| Маякский сельский округ         | село Маяк                                                       |
| Посёлок Сарыколь                | посёлок Сарыколь                                                |
| Севастопольский сельский округ  | село Севастополь, село Дубинка                                  |
| Сорочинский сельский округ      | село Сорочинка, село Крыловка, село Островное, село Мелитополь  |
| Тагильский сельский округ       | село Тагильское, село Соналы, село Ермаковка, село Дудаковка    |
| Тимирязевский сельский округ    | село Тимирязевка, село Павлыш Спасское                          |
| Чеховский сельский округ        | село Урожайное, село Анновка, село Акчаколь                     |